# Horncastle
Horncastle is een civil parish in het bestuurlijke gebied East Lindsey, in het Engelse graafschap Lincolnshire met 6815 inwoners.

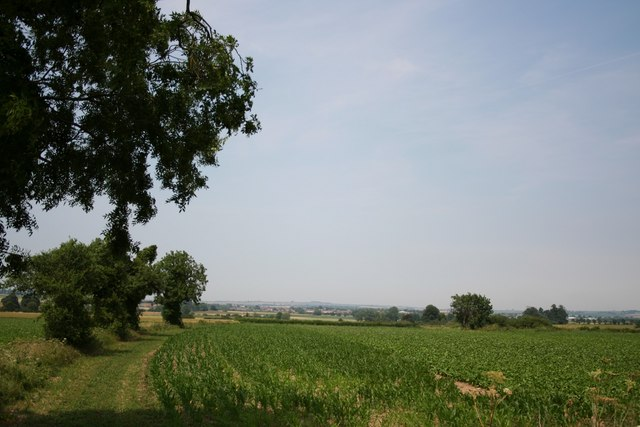
Zicht op Horncastle
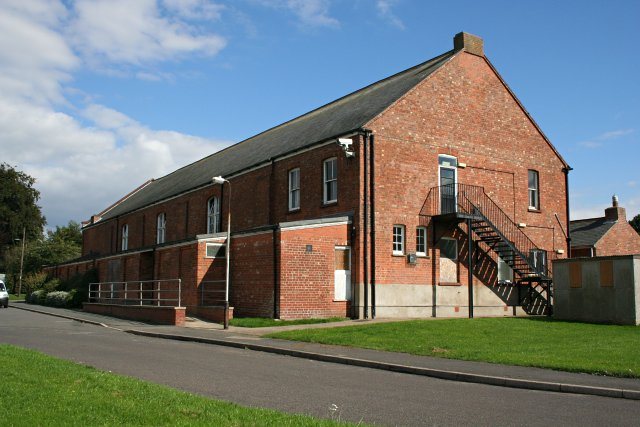
Gemeentehuis
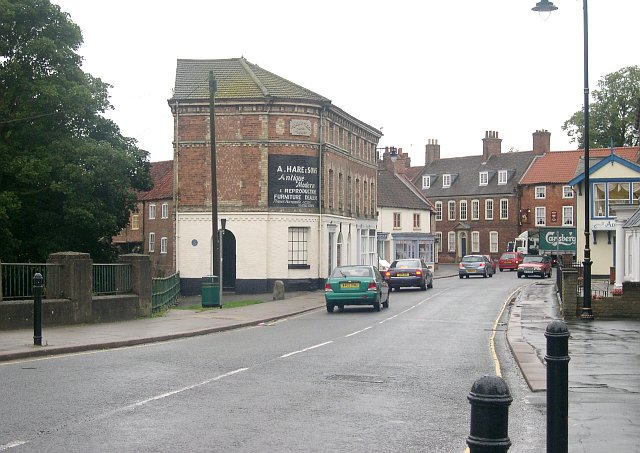
Bridge Street, Horncastle
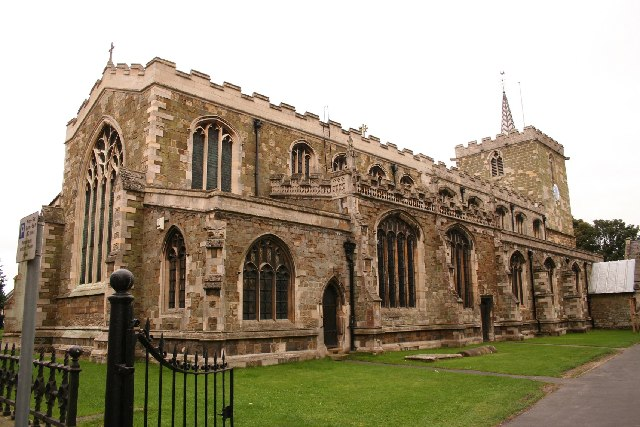
Kerk van St Mary